# 謝珪
謝珪（？—？），字允執，廣東潮州府海陽縣人，軍籍，明朝政治人物。

## 生平
廣東鄉試第十八名舉人，成化十四年（1478年）中式戊戌科會試第九十三名，三甲第一百七十三名進士。任漳州府同知。

## 家族
曾祖謝惟賢；祖父謝文遠；父謝農吉。